# Guitare (Braque)
Pour les articles homonymes, voir Guitare (homonymie).
Guitare est un tableau réalisé par Georges Braque en 1912. Cette huile sur toile est une nature morte cubiste représentant une guitare. Propriété d'André Breton de 1923 à 1943, elle est aujourd'hui conservée au musée de Grenoble.

## Expositions
- Le Cubisme, Centre national d'art et de culture Georges-Pompidou, Paris, 2018-2019.